# 小南拓人
小南 拓人（こみなみ たくと、1995年7月26日 - ）は、日本の陸上競技選手である。専門種目はやり投。

## 経歴
北海道に生まれる。
2012年、札幌第一高校時代に全国高校総体やり投げに出場。17位に入る。
2013年、全国高校総体やり投げに出場。最終6投目で北海道高校新記録となる70ｍ42を投げ、大逆転で初優勝を決めた。
国士舘大学体育学部体育学科に学ぶ。学生時代は体育学を専攻した。多摩ニュータウンにある多摩キャンパスには専用の陸上競技場があり、充実した環境で力を伸ばした。
2021年、第55回織田幹雄記念国際陸上競技大会やり投げで優勝。日本歴代5位となる82ｍ52の大記録を樹立。
2021年、第8回木南道孝記念陸上競技大会やり投げで優勝。
2021年、第105回日本陸上競技選手権大会やり投げで優勝。
2021年7月2日、東京オリンピック代表内定が発表された。
2021年8月の東京オリンピックではやり投げに出て予選落ち。
ディスクゴルフの愛好者としても著名。